# Houston Oilers 1974
La stagione 1974 degli Houston Oilers è stata la quinta della franchigia nella National Football League, la 15ª complessiva. La squadra veniva da due stagioni in cui aveva vinto una sola partita, salendo a un record di 7-7 ma mancando i playoff per la quinta annata consecutiva

## Calendario
| Stagione regolare |                        |           |
| Turno             | Avversario             | Risultato |
| 1                 | San Diego Chargers     | V 21–14   |
| 2                 | at Cleveland Browns    | S 20–7    |
| 3                 | Kansas City Chiefs     | S 17–7    |
| 4                 | Pittsburgh Steelers    | S 13–7    |
| 5                 | at Minnesota Vikings   | S 51–10   |
| 6                 | St. Louis Cardinals    | S 31–27   |
| 7                 | at Cincinnati Bengals  | V 34–21   |
| 8                 | at New York Jets       | V 27–22   |
| 9                 | at Buffalo Bills       | V 21–9    |
| 10                | Cincinnati Bengals     | V 20–3    |
| 11                | Dallas Cowboys         | S 10–0    |
| 12                | at Pittsburgh Steelers | V 13–10   |
| 13                | at Denver Broncos      | S 37–14   |
| 14                | Cleveland Browns       | V 28–24   |

## Classifiche
| AFC Central         | AFC Central | AFC Central | AFC Central | AFC Central | AFC Central | AFC Central | AFC Central | AFC Central | AFC Central |
|                     | V           | S           | P           | %           | DIV         | CONF        | PF          | PS          | Str.        |
| ------------------- | ----------- | ----------- | ----------- | ----------- | ----------- | ----------- | ----------- | ----------- | ----------- |
| Pittsburgh Steelers | 10          | 3           | 1           | .750        | 4–2         | 7–3–1       | 305         | 189         | V2          |
| Houston Oilers      | 7           | 7           | 0           | .500        | 4–2         | 7–4         | 236         | 282         | V1          |
| Cincinnati Bengals  | 7           | 7           | 0           | .500        | 3–3         | 5–6         | 283         | 259         | S3          |
| Cleveland Browns    | 4           | 10          | 0           | .286        | 1–5         | 3–8         | 251         | 344         | S2          |